# Bach an der Donau
Bach an der Donau (amtlich: Bach a.d.Donau) ist eine Gemeinde und ein Dorf im Oberpfälzer Landkreis Regensburg in Bayern. Erstgenannte ist Mitglied der Verwaltungsgemeinschaft Donaustauf.

## Geografie

### Geografische Lage
Die Gemeinde befindet sich unmittelbar an der Donau, südöstlich von Regensburg. Im Norden von Bach befinden sich der Scheuchenberg und der Sauberg. Die nächstgelegene Stadt ist Wörth an der Donau, acht Kilometer östlich entfernt.

### Gemeindegliederung
Es gibt drei Gemeindeteile (in Klammern ist der Siedlungstyp angegeben):
- Bach an der Donau (Pfarrdorf)
- Demling (Kirchdorf)
- Frengkofen (Kirchdorf)

Es gibt die Gemarkungen Bach a.d.Donau, Demling, Forstmühler Forst (nur Gemarkungsteil 1) und Frengkofen.

## Geschichte

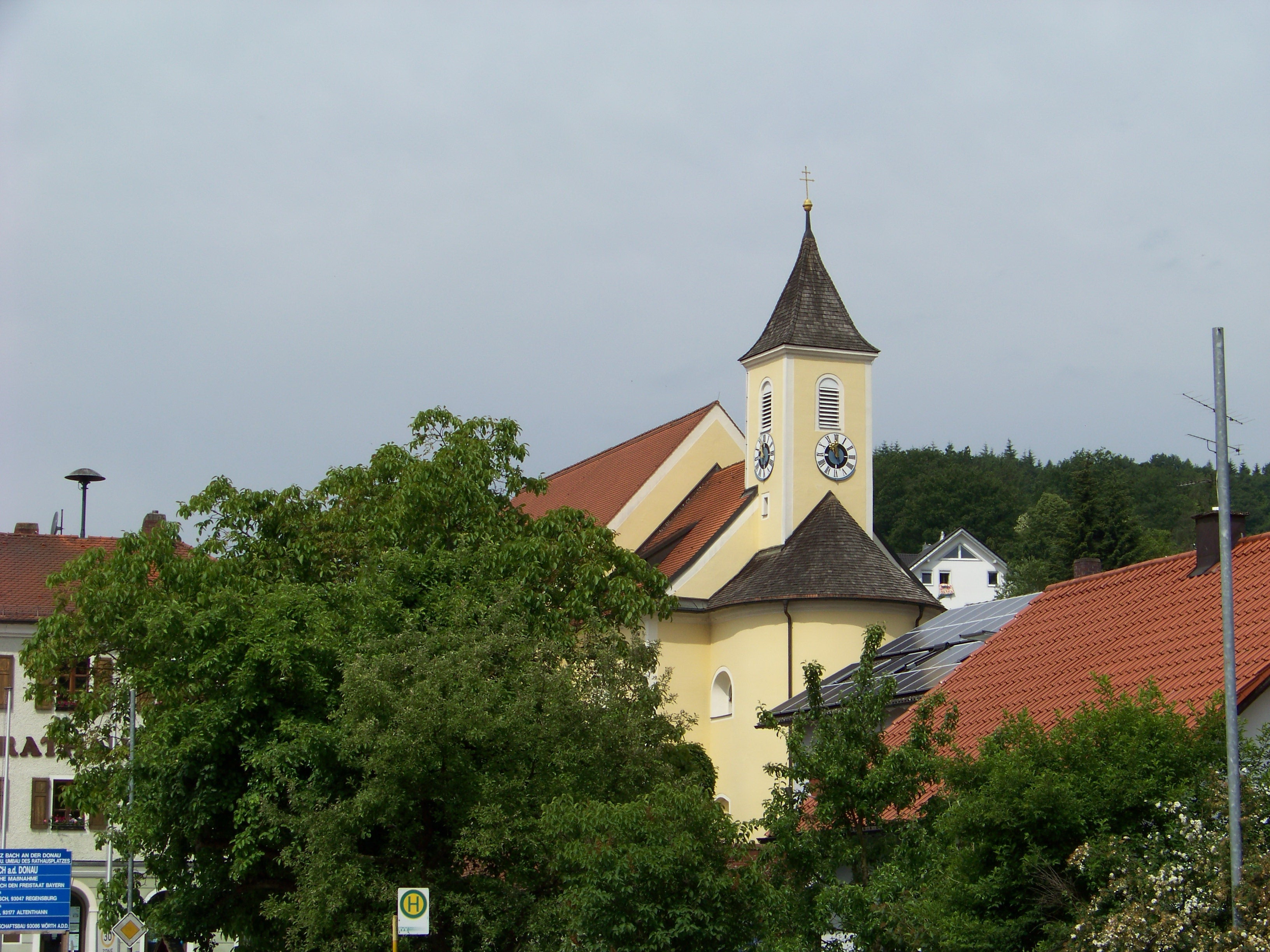
Pfarrkirche Mariä Geburt

### Ortsname und Geschichte
Der Name der Gemeinde leitet sich von dem bei Bach in die Donau mündenden Perlbach ab. 
Die Geschichte Bachs ist eng mit dem Weinanbau an der Donau, dessen Wurzeln bis in Römerzeit zurückreichen, verbunden. Bach war in der zweiten Hälfte des 15. Jahrhunderts mit dem Sitz eines Weinmeisteramtes ein nicht unbedeutender Weinort. Bis 1803 gehörte das Gemeindegebiet zum Hochstift Regensburg und kam in der Folge zu Bayern. 1818 wurde durch das bayerische Gemeindeedikt die Gemeinde Bach an der Donau begründet.

### Eingemeindungen
Im Jahr 1945 oder 1946 wurde die Gemeinde Frengkofen eingegliedert. Im Zuge der Gebietsreform in Bayern kam am 1. Januar 1978 Demling hinzu.

### Einwohnerentwicklung
Zwischen 1988 und 2018 wuchs die Gemeinde von 1563 auf 1804 um 241 Einwohner bzw. um 15,4 %.

## Religion
Wie in weiten Bereichen der Oberpfalz ist auch in Bach der größte Teil der Bevölkerung römisch-katholisch. Im Gemeindegebiet gibt es die katholische Pfarrei Bach an der Donau. Sie bildet mit der Pfarrei Donaustauf eine Pfarreiengemeinschaft und ist dem Bistum Regensburg zugeordnet.

## Politik

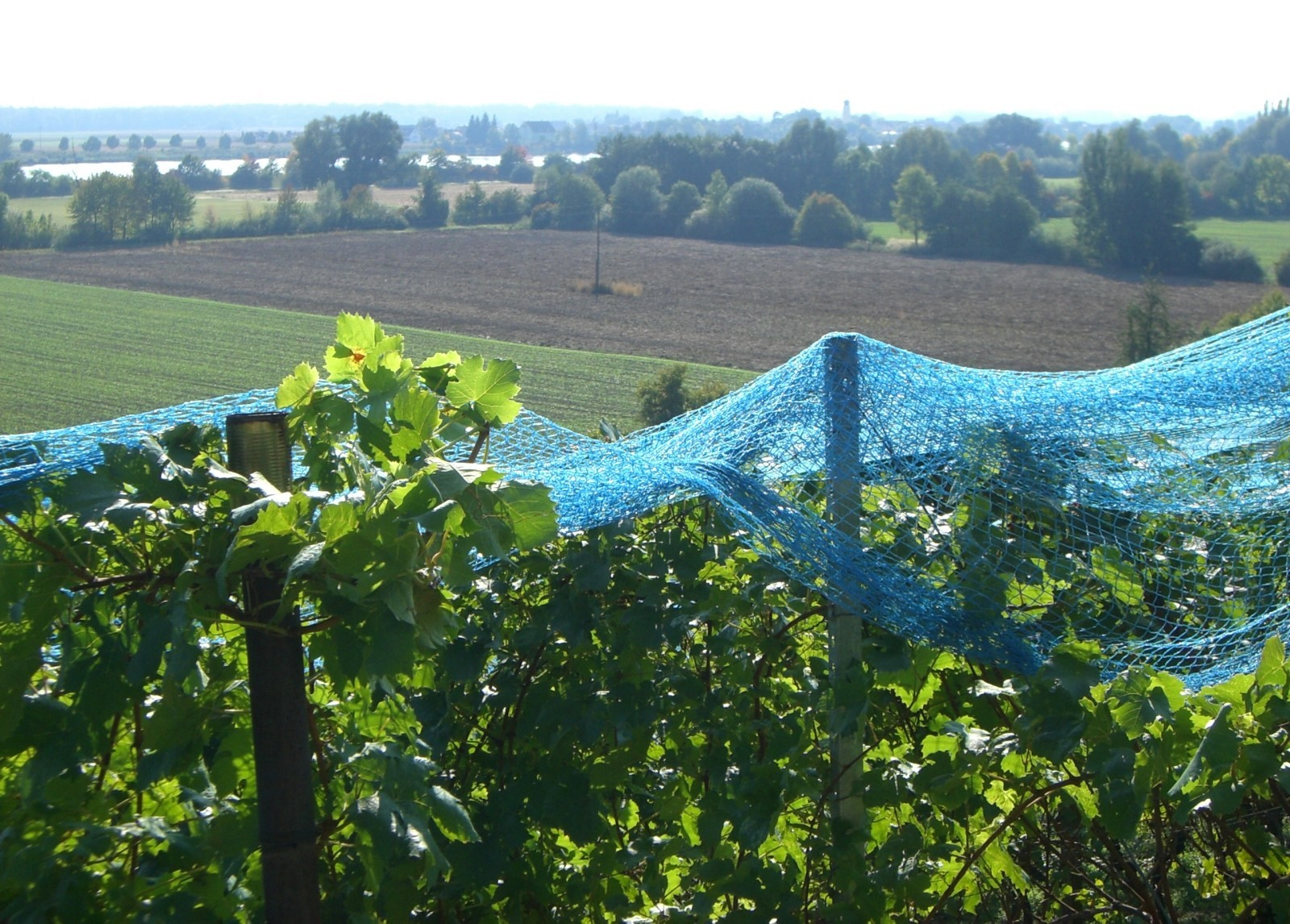
Der Bacherer Baierwein

### Gemeinderat
Der Gemeinderat hat zwölf Mitglieder. Von den 1498 stimmberechtigten Einwohnern in der Gemeinde haben 944 von ihrem Wahlrecht Gebrauch gemacht, womit die Wahlbeteiligung bei 63,02 Prozent lag.

### Bürgermeister
- Josef Peutler          2002–2020
- Thomas Schmalzl (CBV) seit 2020

Bei der Kommunalwahl vom 15. März 2020 wurde Thomas Schmalzl (CBV) mit 85,53 % der Stimmen zum Ersten Bürgermeister gewählt.

### Wappen
| Wappen der Gemeinde Bach a. d. Donau | Blasonierung: „Unter von Blau und Silber im Wellenschnitt geteiltem Wellenschildhaupt durch einen silbernen Wellenpfahl gespalten; vorne in Rot auf silbernem Berg ein silberner Nadelbaum, hinten in Rot über silbernem Berg eine silberne Weintraube mit einem Blatt.“ |
| Wappen der Gemeinde Bach a. d. Donau | Wappenbegründung: Die Farbgebung des neuen Gemeindewappens von 1983 orientiert sich am Wappen der Regensburger Patrizierfamilie Aunkofer (von Blau, Silber und Rot zweimal schräggeteilt). Die geographische Lage der Gemeinde an der Donau und an der Einmündung des Perlbachs wird durch das Wellenschildhaupt und den Wellenpfahl symbolisiert. Der Wellenpfahl „redet“ auch für den Ortsnamen. Der silberne Nadelbaum im vorderen Feld verweist auf den angrenzenden Forst, die Weintraube im hinteren Feld auf den heute noch gepflegten Weinbau. Die silbernen Berge erinnern an die Lage der Gemeinde am Rande des Bayerischen Vorwaldes. |

## Kultur und Sehenswürdigkeiten

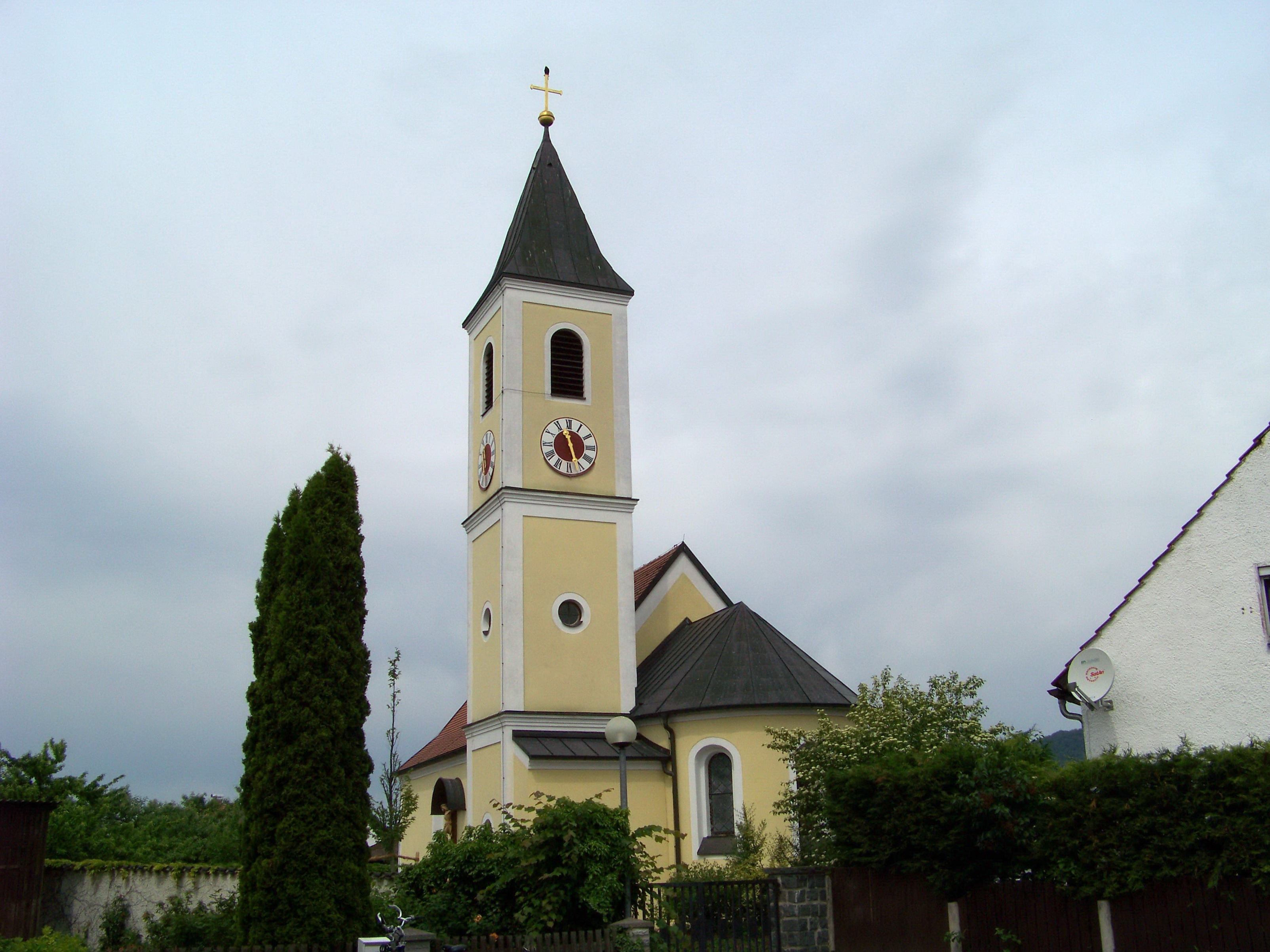
Filialkirche St. Andreas Demling

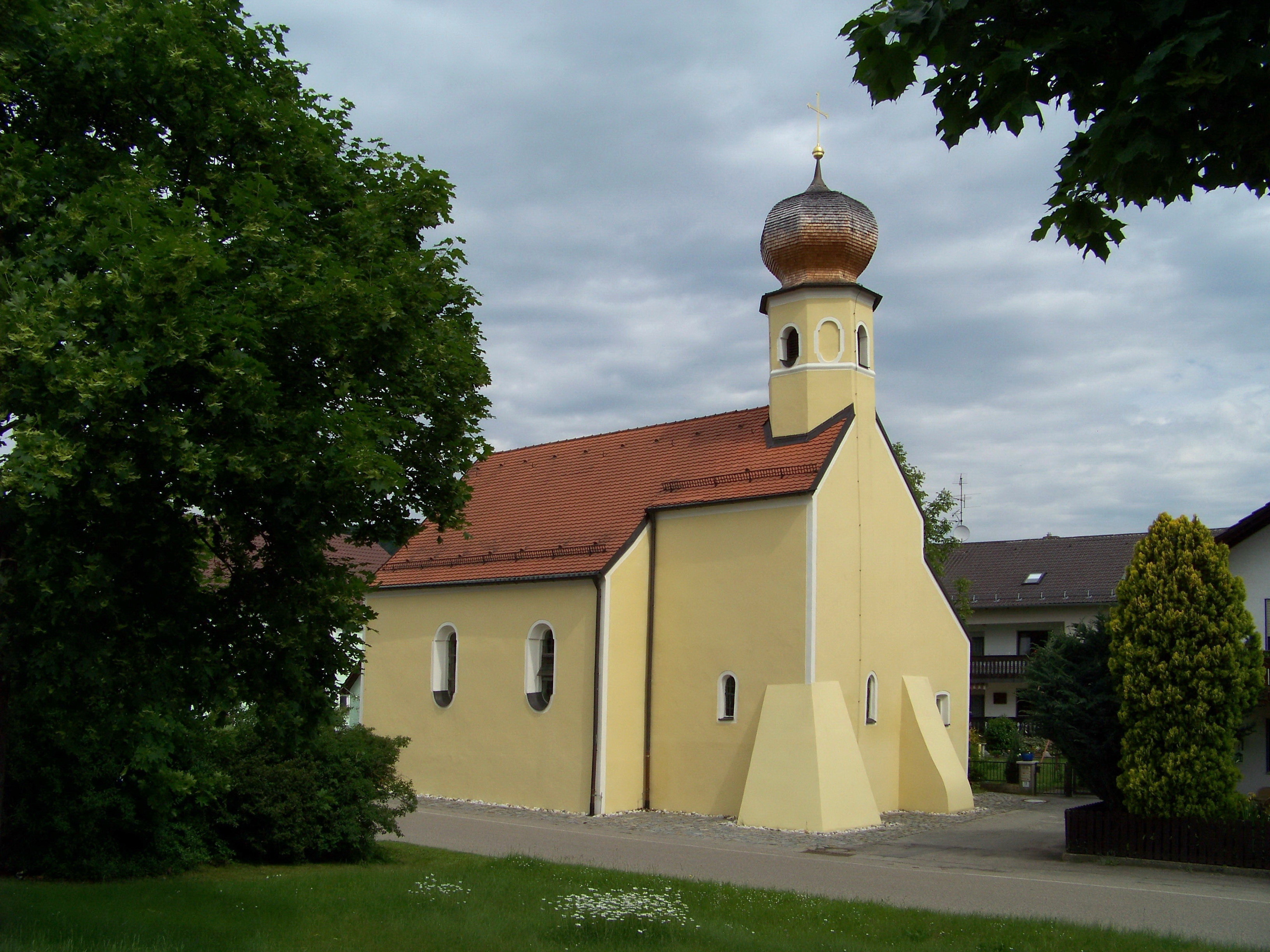
Filialkirche St. Bartholomäus Frengkofen

- Pfarrkirche Mariä Geburt in Bach: Saalbau mit eingezogenem Chor und Chorturm, 1712 (Langhaus 1979); mit Ausstattung
- Filialkirche St. Andreas in Demling: Saalbau mit eingezogenem Chor und Flankenturm mit Zwiebelhaube und Putzgliederungen, 17. Jahrhundert, 1990/91 erweitert; Friedhofsmauer, barock
- Filialkirche St. Bartholomäus in Frengkofen: Saalbau mit eingezogenem Chor und Dachreiter mit verschindelter Zwiebelhaube, um 1400, Umgestaltung 17./18. Jahrhundert, mit Hochwassermarke, Gusseisen, bezeichnet 1845
- Baierwein-Museum im Weinpresshaus aus dem 14. Jahrhundert mit Weinlehrpfad
- Schmucksteinbergwerk „Silberschacht“ Kittenrain mit Tonbildschau und Führung „Wissenswertes über die Bergbautradition“

### In der näheren Umgebung
- Nepal-Himalaya-Pavillon in Wiesent
- Schloss Wörth an der Donau

### Freizeit
Das Gemeindegebiet ist gut mit Wander-, Rad- und Spazierwegen entlang der Donau und in den umliegenden Wäldern erschlossen. Im Jahr 2007 hat die DAK Regensburg einen Bewegungspark eingerichtet. Sechs verschiedene Lauf-, Wander-, Radfahr- und Nordic-Walkingstrecken werden angeboten. Die Länge der Strecken besteht zwischen 5,6 und 18 Kilometer. Der ortsansässige Wanderverein bietet darüber hinaus zwei Permanentwanderwege an. Bach ist Ausgangspunkt für Wanderungen im Fürstlichen Thiergarten, mit zahlreichen Wildarten und Naturschönheiten.

## Wirtschaft und Infrastruktur
Die Gemeinde ist ausgestattet mit Grundeinrichtungen der Nahversorgung, und es gibt zahlreiche Dienstleistungs- und Gewerbebetriebe.

### Weinbau

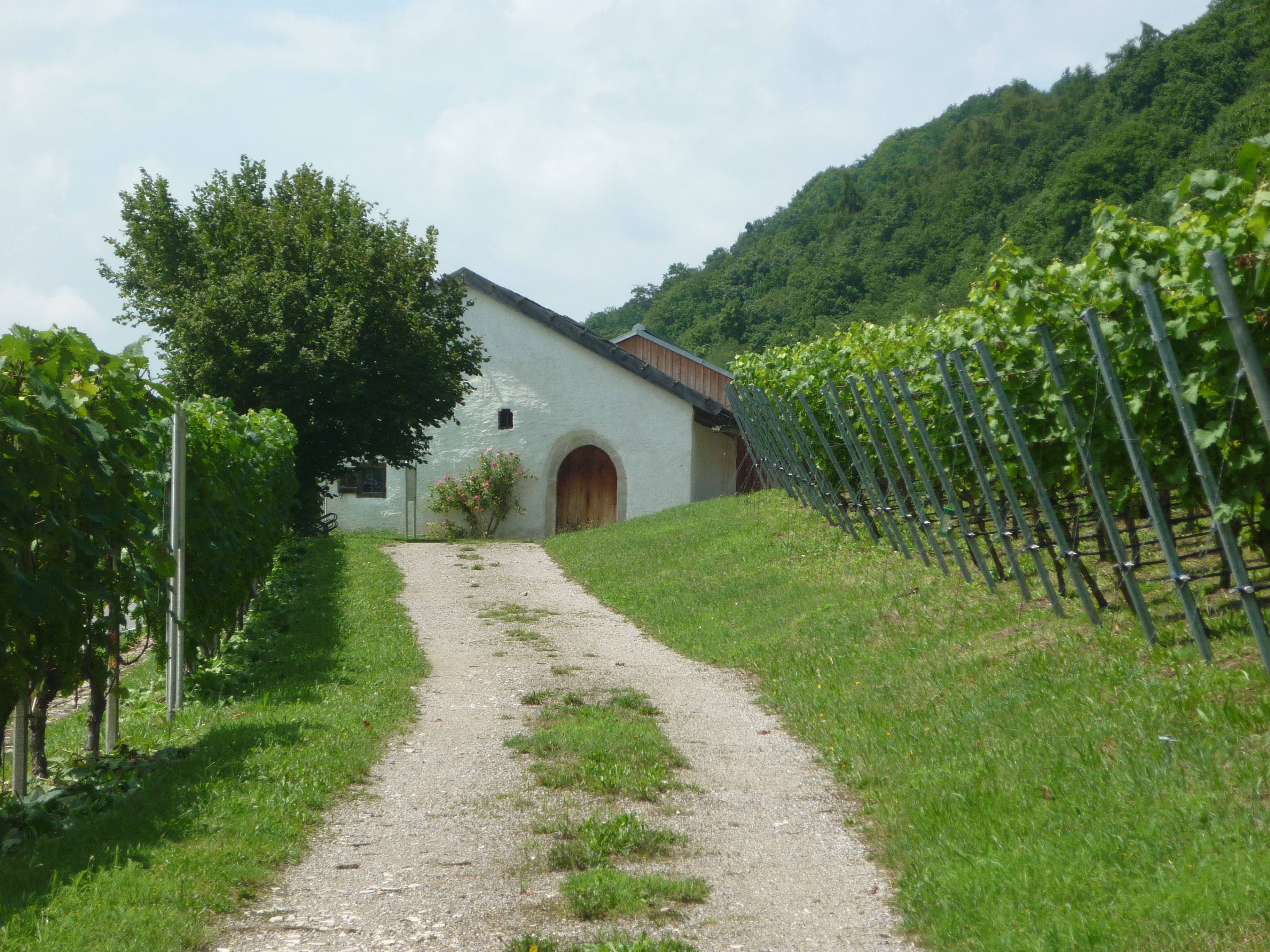
Baierweinmuseum Bach an der Donau

Bereits seit der Römerzeit bis ins Mittelalter war der Ort als Weinanbaugebiet bekannt und besaß im 15. Jahrhundert ein eigenes Weinmeisteramt. Auch heute noch wird um Bach in geringem Umfang Wein angebaut und als Regensburger Landwein, auch Baierwein genannt, vermarktet. Im Jahr 1998 wurde in Bach an der Donau das Baierwein-Museum im historischen Biethaus eröffnet. Es wurde im Jahr 2008 renoviert und erweitert. Zahlreiche Weinlokale, in denen der Bacherer, ein naturbelassener Wein und der Federweiße ausgeschenkt wird, sind an der „Weinroute“ entstanden.
Die Gemeinde Bach liegt im zweitkleinsten Weinanbaugebiet Deutschlands und dem kleinsten in Bayern.

### Öffentliche Einrichtungen
- Kindergarten
- Kinderkrippe
- Wertstoffhof
- Kläranlage
- Mehrzweckhalle
- Spielplatz

### Bildung und Medien

#### Bildung
- Es gibt eine Grundschule.

#### Medien
Im Gemeindegebiet erscheint die Donau-Post, eine Lokalausgabe des Straubinger Tagblatts und der Wörther Anzeiger, eine Lokalausgabe der Mittelbayerischen Zeitung sowie das Regensburger Wochenblatt, eine Ausgabe der Wochenblatt Verlagsgruppe.
Darüber hinaus können neben den überregionalen Programmen auch die Radiosender Radio Charivari, Radio Gong FM, Radio AWN und der regionale Fernsehsender TVA empfangen werden.

### Mittelschulverbund
Im Rahmen der interkommunalen Zusammenarbeit wurde im April 2010 der Mittelschulverbund Vorderer Bayerischer Wald - Donautal gegründet. Dieser Schulverbund gilt als Vorzeigeprojekt landkreis- und bezirksübergreifend.
Die Mitglieder des Schulverbundes sind:
- Mittelschulverband Wörth-Wiesent, bestehend aus der Stadt Wörth an der Donau, Gemeinde Wiesent, Gemeinde Pfatter, Gemeinde Bach an der Donau
- Mittelschulverband Falkenstein, bestehend aus dem Markt Falkenstein, Gemeinde Rettenbach, Gemeinde Brennberg
- Gemeinde Wiesenfelden

## Sport und Vereine
- Fußball und Breitensport: VfB Bach
- Schießsport: Weinbergschützen Bach und Donauschützen Frengkofen
- Wandern: Scheuchenbergwanderer Demling
- Darts: Scheuchenberger Arrows

In der Gemeinde gibt es gut ausgebaute Sportstätten, einen Bolzplatz sowie eine Mehrzweckhalle. In der Donaugemeinde gibt es über 20 Vereine.
Die Freiwillige Feuerwehr Bach an der Donau sowie die Feuerwehren der Ortsteile sorgen für den Brandschutz und die allgemeine Hilfe im Gemeindegebiet und darüber hinaus.

## Verkehr

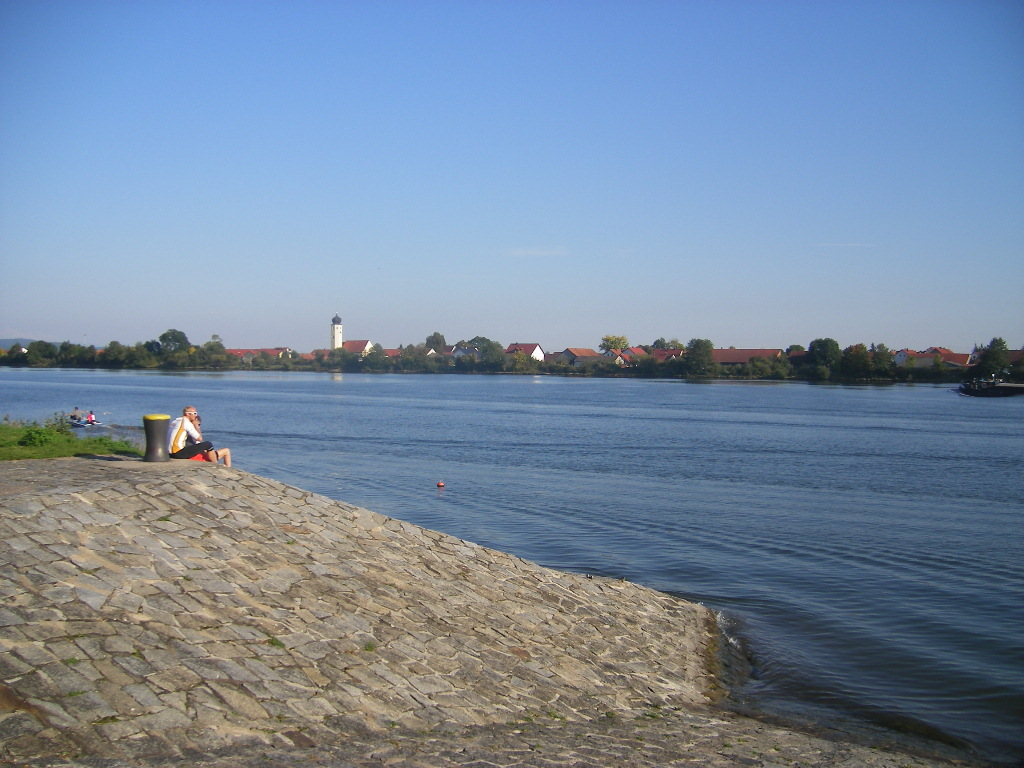
Die Donau im Gemeindegebiet

- Staatsstraße 2125
- Bundeswasserstraße Donau
- RVV-Buslinie 5

### Radwege
Im südlichen Bereich entlang der Donau durchquert der Tour de Baroque, der erste ostbayerische Fernradweg von Neumarkt in der Oberpfalz nach Passau sowie der Donauradweg die Gemeinde.

### Schiffsanlegestelle
An der Donau befindet sich eine Schiffsanlegestelle der Regensburger Personen-Schifffahrt.

### Ehemalige Walhallabahn
Vom 1. Mai 1903 bis zum 31. Dezember 1968 war Bach Haltepunkt der schmalspurigen Walhallabahn zwischen Regensburg und Wörth an der Donau.